# Saint-Albin-de-Vaulserre
Saint-Albin-de-Vaulserre é uma comuna francesa na região administrativa de Auvérnia-Ródano-Alpes, no departamento de Isère. Estende-se por uma área de 4,99 km². Em 2010 a comuna tinha 408 habitantes (densidade: 81,8 hab./km²).